# Bhowrah
Bhowrah là một census town ở quận Dhanbad ở bang Jharkhand, Ấn Độ.

## Dân số
Theo cuộc điều tra dân số năm 2001 của Ấn Độ,India Bhowrah có một dân số 44.253 người. Nam giới chiếm 54% dân số và nữ giới chiếm 46% dân số. Bhowrah có một tỷ lệ biết chữ là 65%, cao hơn mức trung bình của quốc gia là 59,5%; với 74% đàn ông biết chữ và 54% phụ nữ biết chữ. 13% dân số dưới 6 tuổi.